# Humprecht Czernin z Chudenic
Humprecht Czernin z Chudenic, též Humprecht Černín z Chudenic, zvaný Pobožný (1525–1601) byl český šlechtic z chudenické větve rodu Czerninů (Černínů) z Chudenic. Byl císařským radou, hejtmanem Pražského hradu a podkomořím.

## Původ

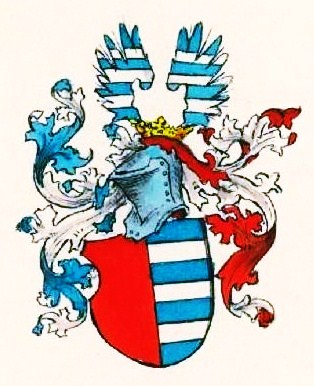
Erb Czerninů z Chudenic

Narodil se jako nejstarší syn zchudlého rytíře Diviše Czernina z Chudenic (1519–1548) a jeho manželky Elišky Buchvaldové z Hrádku. Jeho bratr Jan (nejstarší; asi 1549/1554–1580), který zastával úřad hejtmana Vltavského kraje a výběrčího královských daní, byl zakladatelem nedrahovické větve rodu. Ze všech sourozenců měli potomky právě jen Humprecht a Jan.

## Kariéra
Veřejnou činnost zahájil nejprve ve funkci hejtmana Plzeňského kraje (1572–1573). Kariéru udělal za vlády Rudolfa II. V letech 1576–1599 zastával úřad hejtmana Pražského hradu, v letech 1576–1594 byl podkomořím králové, to znamená, že se staral o příjmy z věnných měst. V letech 1593–1601 byl dokonce královským podkomořím. Mimoto byl od roku 1574 přísedícím komorního a dvorského soudu, v letech 1580–1599 se uvádí jako rada královské komory a v letech 1582–1600 byl členem zemského soudu za rytířský stav.
Na Chudenickém zámku se nachází Andělský pokoj, kde podle rodové legendy anděl Humprechtovi zvěstoval smrt a vyzval ho k účasti na mši v kapli sv. Wolfganga, která se nachází na vrchu nad Chudenicemi. V kostele sv. Jana Křtitele v Chudenicích se dochoval jeho náhrobní kámen z pískovce. Pochází z roku 1601 a Humprecht je na něm vyobrazen v rytířské zbroji, nechybí ani latinský nápis s datem jeho úmrtí. Je umístěn ve stěně presbytáře, avšak původně kryl vstup do rodové hrobky. Zachoval se, protože byl později zakryt novou podlahou.

## Majetek

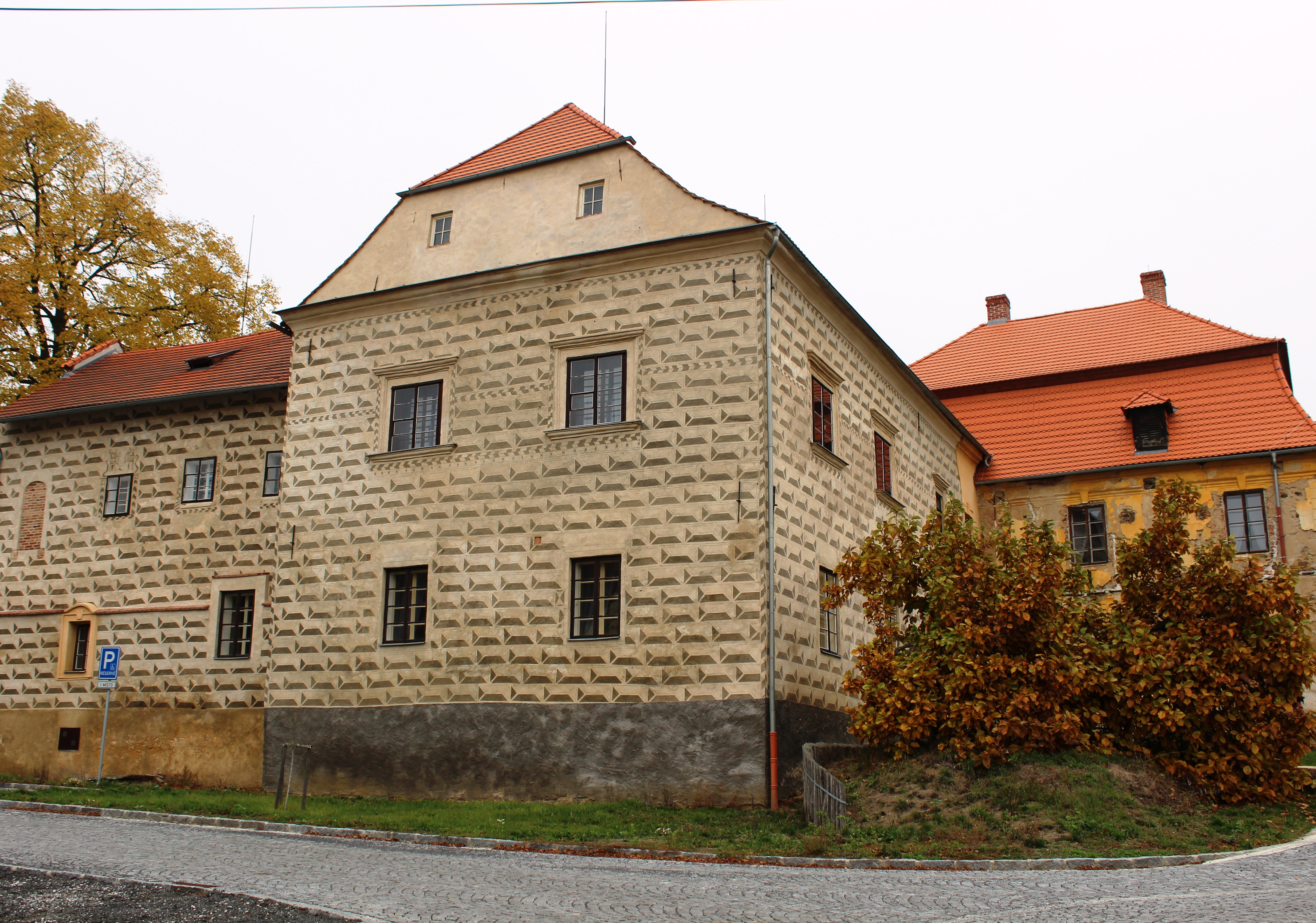
Zámek Chudenice

Po otci zdědil tvrz Chudenice s dvorem a ves. Tvrz nechal přestavět na renesanční zámek obdélného půdorysu. Za své zásluhy si 2. ledna 1592 vysloužil u císaře Rudolfa II. povýšení Chudenic na městečko s právem na znak, pečeť a tržní právo. Konkrétně se směl pořádat roční trh na koně a dva trhy roční. Humprecht byl také majitelem pusté vsi Bělýšov (Bělejšov) a Ohražensko. Dále vlastnil Kramolín, Slatinu a Trnčí. Od Jindřicha Mladoty z Jilmanic koupil městečka Poleň a Poleňku. V roce 1581 koupil od Kanických ves Bezpravovice, poté statek Únějovice. V roce 1590 koupil ves Kámen, která předtím patřila ke Švihovu. V roce 1593 se stal majitelem vsi Řakom s dvorem, lesem Doubravou a pustou vsí Pravětice (zaniklá obec poblíž Řakomi). Městečko Švihov s vodním hradem získal od věřitelů zadluženého Heralta Říčanského z Říčan roku 1598.

## Rodina
Oženil se Ludmilou (Lidmilou) Kotzovou z Dobrše († 1583). Narodily se jim následující děti:
- 1. Anna
- 2. Jan († asi 1599)
  - ∞ Lidmila Byšická z Byšic († 1601)
- 3. Jindřich († 1640) svobodný pán 1629, hejtman plzeňského kraje
  - 1. ∞ Kryzelda Kokorzowská z Kokorzowa († asi 1614)
  - 2. ∞ Veronika Čejková z Olbramovic
- 4. Adam († 1622)
  - Johanka z Lokšan († po 1622)